# جبهه کارلیا (شوروی)
جبهه کارلیان (روسی: Карельский фронт) در طول جنگ جهانی دوم، یک جبهه از ارتش سرخ اتحاد جماهیر شوروی سوسیالیستی بود و در کارلیا فعالیت می‌کرد.